# Босна и Херцеговина у Народноослободилачкој борби
Босна и Херцеговина је током окупације Југославије 1941. године припојена Независној Држави Хрватској. Усташе су ставиле српско становништво ван закона и почеле да врше прогоне и масакре над њиме. Таква је ситуација створила услове за оружани устанак једног дела становништва БиХ. Први масовни устанак избио је 27. јула 1941. код Босанског Грахова и убрзо се проширио Босанском крајином. Босна и Херцеговина је већи део рата била поприште најтежих битака и већине окупаторско-колабораторских офанзива, попут Козаре 1942, Неретве и Сутјеске 1943. и Дрвара 1944. године. У БиХ су се током рата десили и политички догађаји пресудни за стварање нове Југославије, попут Првог и Другог заседања АВНОЈ-а. Борбе за ослобођење БиХ започеле су јула 1944, а завршиле 1. маја 1945. године.

## Окупација и припајање НДХ
Територија Босне и Херцеговине је током окупације Југославије 1941. припојена новоуспостављеној Независној Држави Хрватској. Демаркациона линија, којом су Италија и Немачка одредиле своје интересне сфере у НДХ, пролазила је кроз БиХ. Линија је ишла од Босанског Новог преко Санског Моста, Мркоњић-Града, Доњег Вакуфа, јужно од Сарајева, преко Устипраче до Рудог.
Усташе су власт у целокупној БиХ успоставили до јула 1941. године. Територија НДХ, па тако и БиХ подељена је на Велике жупе, а поједине жупе захватале су делове територије Хрватске и БиХ како би се тиме елиминисала посебност БиХ и афирмисала теза о њој као некаквом историјском делу Велике Хрватске. Одмах по проглашењу НДХ, усташе су у хрватски национални корпус укључили Муслимане, пропагирајући идеју о хрватском пореклу муслиманског становништва и, с друге стране, истребљење српског и јеврејског становништва. Убрзо је 1.300.000 Срба у БиХ, од укупно 2.850.000 становника БиХ, било стављено ван закона. Прво су на удару били припадници српског грађанског слоја, а потом су уследила масовна протеривања у Србију крајем маја, хапшења и убијања. Српско становништво почело је да бежи у планине, да би почетком јуна 1941. у источној Херцеговини избио устанак, који је након напада Немачке на СССР 22. јуна попримио масован карактер, а нападима италијанских трупа почетком јула почео да јењава.

## Припреме за устанак
Организација КПЈ у БиХ почела је интензивне припреме за оружану ослободилачку борбу након Мајског саветовања ЦК КПЈ 1941. године. У првој половини маја, био је формиран при Покрајинском комитету КПЈ за БиХ Војни комитет, а затим и војни комитети при обласним и нижим руководствима КПЈ, који су организовали прикупљање оружја, припремали људство за оружану борбу, организовали обавештајну службу, санитетске курсеве и остало. У то време, покрајинска организација КПЈ у БиХ имала је око 830 чланова, а СКОЈ око 4000 њих. Основни део чланства КПЈ и СКОЈ-а био је у Сарајеву, Тузли, Мостару, Бањалуци, Зеници и Дрвару.
Одлуке Централног комитета КПЈ од 4. јула 1941. године о покретању оружане ослободилачке борбе пренео је Покрајинском комитету КПЈ за БиХ делегат ЦК КПЈ Светозар Вукмановић Темпо. Закључено је да је прогоњено српско становништво спремно да прихвати позив КПЈ на устанак, али је решено и да се предузме све да се у борбу укључе и Хрвати и Муслимани. Одлучено је да се при дотадашњим партијским обласним руководствима (Бања Лука – Босанска крајина и средња Босна; Тузла – источна Босна; Мостар – Херцеговина; Сарајево – шира околина) формирају обласни војни штабови као руководећи центри устанка. У центар у Сарајеву послан је секретар ПК КПЈ за БиХ Иса Јовановић, у Бањалуку Ђуро Пуцар, у Тузлу Угљеша Даниловић, а у Мостар Авдо Хумо.

## Развој устанка до почетка 1942. године
У почетку устанка, услед слабих веза са вишим руководствима, обласна руководства, а често и локална, самоиницијативно су решавала у појединим устаничким жариштима искрсле проблеме организовања устаничких снага и ослобођених територија. У неким крајевима, где није било јачег утицаја КПЈ, на вест о устанку долазило је до спонтаног устаничког покрета српског становништва. У таквим условима на чело устанка долазили су појединци који су кроз своја национална схватања потицали на осветничке походе против хрватског и муслиманског становништва. Тај процес су подстицале и усташе, ширећи пропаганду о четничком карактеру устанка, наоружавањем хрватских и муслиманских села и остало. КПЈ у БиХ је водила борбу против националистичких тенденција у српским устаничким масама и против курса НДХ да за себе веже хрватско и муслиманско становништво.
После неуспешног покушаја усташа да сломе устанак, крајем августа 1941. године, италијанске трупе запоселе су Другу, демилитаризовану, зону и покренуле офанзиву под изликом да заштите српско становништво. Под том је пропагандом део бораца оставио оружје и вратио се кући. До краја септембра италијанске трупе су запоселе Другу, а до средине октобра и Трећу зону. У осто је време устанак у источној Босни био веома интензиван, што је искористио Драгољуб Михаиловић, пославши југословенске официре да под његовом да преузму команду над устаницима. У септембру 1941, његов главни делегат за источну Босну, мајор Јездимир Дангић, прогласио се командантом Горског штаба босанскохерцеговачких устаника.
Дана 26. септембра 1941. године, у Столицама је било одржано саветовање на којем су донесене одлуке на темељу којих је извршен устрој партизанских оружаних формација. Тада је на територији БиХ формирано 10 партизанских одреда. До краја 1941. године, на свим слободним територијама основани су сеоски, градски и многи општински Народноослободилачки одбори. Дана 21. децембра 1941. године у Рудом у источној Босни била је формирана Прва пролетерска бригада.
Октобра 1941, пропали су напори КПЈ да успостави сарадњу са четничким јединицама у источној Босни у борби против окупатора. Извршавајући наредбу Драгољуба Михаиловића, четници су повели акцију разбијања партизанских одреда. Да би спречио ове догађаје, Врховни штаб НОПОЈ упутио је крајем децембра 1941. у источну Босну Прву пролетерску бригаду и тамо пренео своје седиште. Ради стабилизације Народноослободилачког покрета у БиХ и сузбијања четничке акције, било је одржано покрајинско саветовање у Иванчићима 7. и 8. јануара 1942. године, на коме је учествовао и Јосип Броз Тито и више чланова Централног комитета КПЈ. Нешто доцније, Врховни штаб је донео одлуку о оснивању добровољачких одреда од људства које се колебало између партизана и четника, а које је било вољно да брани своја места од окупаторско-усташког терора. За време боравка Врховног штаба НОП и ДВЈ у Фочи, од 25. јануара до 10. маја 1942. године, утврђени су тзв. Фочански прописи на темељу којих се током рата развијао систем народне власти под управом КПЈ.
За то је време у Босанској крајини, процес стабилизације Народноослободилачког покрета, започет у јесен 1941, био настављен у првој половини 1942. године. Италијанско-четничка акција чишћења терена остала је без успеха. Четници су у том раздобљу успели да створе своје оружане формације и политичка упоришта на Змијању и Мањачи, око Мркоњић-Града и делимично око Гламоча и Босанског Грахова. После ослобођења Приједора и Љубије, 21. маја била је формирана Прва крајишка бригада, а на ослобођеној територији Босанске крајине је развијен систем народне власти.

## Друга и Трећа непријатељска офанзива
После офанзиве у Србији у јесен 1941. године, Немачка је тежиште акција у сопостевеној окупационој зони Југославије пренела у Босну да би обезбедила значајна индустријска предузећа, руднике и комуникације угрожене дејствима партизанских јединица. Следила је офанзива против устанка у источној Босни од 15. јануара до 23. фебруара 1942. године, а затим од почетка априла до средине јуна 1942, офанзивне операције у источној Босни и Херцеговини, а у периоду од јуна до јула 1942. офанзива на Козари. Ове су операције пресекле развој оружаног устанка у источној Босни и Херцеговини у којима је под притиском окупаторско-квислиншких јединица дошло до распада добровољачких и већине партизанских јединица, а ослобођена територија била је реокупирана.

## Период Бихаћке републике
Од краја јуна до почетка августа био је извршен поход Групе пролетерских бригада у Босанску крајину под непосредном командом Врховног штаба НОП и ДВЈ и постигнуте победе у другој половини 1942. године, које су резултовале првенствено стварањем Народноослободилачке војске Југославије и Оснивачком скупштином АВНОЈ-а. Уништењем окупаторско-квислиншких гарнизона у многим местима и разбијањем главних четничких формација и упоришта, највећи део територије западне и средње Босне био је ослобођен и повезан са ослобођеном територијом у суседним областима Хрватске.
Одлуком Врховног штаба у новембру 1942. формирани су Четврта и Пета крајишка дивизија и Први босански корпус НОВЈ. Тада су на тлу БиХ одлуком Врховног штаба формиране Прва и Друга пролетерска и Трећа ударна дивизија, у чији су састав поред Групе пролетерских бригада ушле Трећа крајишка и Десета херцеговачка пролетерска ударна бригада. На територији источне Босне формирана је 2. августа 1942. Шеста источнобосанска бригада.
Покушаји немачких, италијанских и усташких снага у октобру 1942. да офанзивним акацијама преотму иницијативу остали су без успеха. Због тога је немачка Врховна команда донела одлуку о проглашењу територије НДХ јужно од Саве оперативним подручјем немачких трупа, а у децембру 1942. и одлуку о зимским операцијама против НОВ и ПОЈ на великој ослобођеној територији у Босни и Хрватској.
До краја 1942, у Херцеговини су били обновљене организације КПЈ и формиране партизанске јединице. Победа Шесте источнобосанске бригаде и Сремског партизанског одреда над четничким снагама на Мајевици у новембру 1942. била је један од пресудних тренутака за Народноослободилачки покрет у источној Босни.
Централни комитет КПЈ и Врховни штаб доносили су мере и одлуке које су имале пресудан значај за политичке основе НОП-а, провођене на великој слободној територији с центром у Бихаћу од новембра 1942. до јануара 1943. године. Резултат снажног развоја НОП-а били су Оснивачка скупштина АВНОЈ-а (Бихаћ, 26/27. новембар 1942), Оснивачка конференција Антифашистичког фронта жена Југославије (Босански Петровац, 6-8. децембар 1942) и Оснивачки конгрес УСАОЈ-а (Бихаћ, 27-29. децембар 1942).
Крупне победе и утицај НОП-а у лето и јесен 1942. узроковали су опадање четничког утицаја и довели до већег приступања Хрвата и Муслимана у партизанске јединице. Утицај НОП-а ојачао је и у појединим градским центрима.

## Четврта и Пета непријатељска офанзива
У првој половини 1943. године, БиХ је била поприште борби Четврте и Пете непријатељске офанзиве. У Четвртој офанзиви, од 20. јануара до почетка марта 1943, јединице НОВ и ПОЈ спречиле су брз продор окупаторско-квислиншких јединица, осигуравши тиме потребно време за противофанзиву Оперативне групе дивизија у долини Неретве и за евакуацију Централне болнице НОВ и ПОЈ. После битке на Неретви и разбијања главнине четничких снага Драже Михаиловића, од почетка марта до средине априла 1943. био је ослобођен знатан део источне Босне и Херцеговине.
Средином априла 1943, уочи продора Оперативне групе дивизија у Санџак и Црну Гору, по наређењу Врховног штаба укључене су у њен састав Шеста источнобосанска и Прва мајевичка бригада, тако да је у бици на Сутјесци учествовало пет бригада из састава НОВ и ПО БиХ. Ток и резултати ових битака означили су почетак етапе у којој је дошло до прекретнице на југословенском ратишту у корист Народноослободилачког покрета.
Одлуком Врховног штаба од 11. маја 1943. био је формиран Други босански корпус, покренуто је наступање Оперативне групе дивизија кроз источну Босну после битке на Сутјесци, о формирању на тлу источне Босне Шеснаесте војвођанске и Седамнесте источнобосанске дивизије, о упућивању Десете херцеговачке бригаде у Херцеговину после битке на Сутјесци, те о формирању Десете и Једанаесте крајишке дивизије.

## Стање до краја 1943. године
Од јула 1943, тежиште дејстава НОВ и ПОЈ пребачено је у италијанску окупациону зону, а снаге Првог и другог босанског корпуса развиле су офанзивна десјтва на целом подручју БиХ. У току тих дејстава до краја 1943, ослобођена је цела територија БиХ осим Сарајева и неколико градских центара дуж важних комуникационих праваца. До краја 1943. године, снаге НОВ и ПО БиХ имале су у свом саставу два корпуса са седам дивизија, 24 бригаде и 25 партизанских одреда. Седиште Централног комитета КПЈ, Извршног одбора АВНОЈ-а и Врховног штаба НОВ и ПОЈ налазило се у Јајцу од 24. августа до краја 1943. године.
На иницијативу Покрајинског комитета КПЈ за БиХ у септембру 1943. године започеле су припреме за сазивање Оснивачке скупштине ЗАВНОБиХ-а. ЗАВНОБиХ се на свом Првом заседању у Мркоњић-Граду, 25. и 26. новембра 1943. конституисао као највише политичко тело НОП-а у БиХ и изјаснио за федеративно уређење државне заједнице народа Југославије. Одмах затим, у Јајцу је било одржано Друго заседање АВНОЈ-а чијим су одлукама положени темељи нове Југославије.

## Шеста офанзива и конституисање ЗАВНОБиХ-а
Од почетка децембра 1943. до средине фебруара 1944. године, немачке снаге су у духу директиве Врховне команде за обезбеђење одбране Балкана у случају англо-америчке инвезије извршиле више офанзива на тлу БиХ. Посебно тешке борбе биле су вођене у децембру 1943. у централној области источне Босне, у децембру 1943. и јануару 1944. у јужном делу Босанске крајине те од почетка јануара до средине фебруара 1944. у већем делу централне Босне и делу Босанске крајине. У рано пролеће 1944, немачке снаге присилиле су НОВЈ да се повуче јужно од линије Тузла–Зворник, где су настављене борбе у којима су успеле да спрече продор Шеснаесте и Седамнаесте дивизије НОВЈ из Босне у Србију.
У Босанској крајини су немачке снаге извршиле своју последњу офанзивну операцију која је отпочела 25. маја ваздушним десантом на Дрвар у којем је од јануара 1944. било средиште Централног комитета КПЈ, Врховног штаба, Председништва АВНОЈ-а и НКОЈ-а. У десетодневним борбама јединице Првог пролетерског корпуса те делови Петог и Осмог корпуса НОВЈ осујетили су план немачке команде о уништавању руководства нове Југославије, које је своје седиште пренело на Вис.
На темељу одлука АВНОЈ-а, ЗАВНОБиХ се на свом Другом заседању у Санском Мосту 30. јуна 1944. конституисао у највиши законодавни и извршни орган федералне БиХ, донео одлуке о устројству и раду Народноослободилачких одбора и народноослободилачких скупштина, Декларацију о правима народа БиХ, те одобрио рад делегације БиХ на Другом заседању АВНОЈ-а. На оснивачкој конференцији у селу Здена код Санског Моста изабран је 3. јула 1944. године Главни одбор ЈНОФ-а за БиХ и покренута иницијатива за изборе локалних одбора.

## Завршне борбе за ослобођење БиХ
У првој етапи завршних операција за коначно ослобођење Југославије, од јула до краја 1944, на тлу БиХ снаге НОВЈ задржале су иницијативу и изводиле успешна офанзивна дејства проширујући ослобођену територију. У време припрема операција НОВЈ за ослобођење Србије од маја до августа 1944. посебно жестоке борбе биле су вођене у источној Босни с крупним немачким снагама које су покушавале да офанзивним дејствима спрече продор Дванаестог војвођанског корпуса преко Дрине у Србију.
У операцијама за коначно ослобођење Србије, Македоније, Црне Горе, Косова, Метохије и Далмације, јединице Трећег украјинског фронта Црвене армије заједно са јединицама Трећег и Петог корпуса и 29. херцеговачке дивизије коначно су ослободиле највећи део територије БиХ. Дефинитивним ослобођењем 17. новембра 1944. године, Тузла је постала веома значајан ослонац ратних дејстава јединица Трећег корпуса НОВЈ.
Почетком 1945. године, немачке и квислиншке снаге држале су Мостар, Сарајево и долину реке Босне, куда су се повлачиле јединице немачке Групе армија Е, те северни део БиХ линијом Бијељина, Добој, Дервента, Бања Лука, Босански Нови, Бихаћ. У Мостарској операцији, од 6. до 14. марта 1945. године, јединице Осмог корпуса и 29. херцеговачка дивизија ослободиле су Мостар, Невесиње, Широки Бријег и Коњиц. У другој половини марта, на почетку завршне офанзиве ЈА, ослобођен је Бихаћ, а 6. априла Сарајево. У борбама до 1. маја 1945, била је ослобођена целокупна територија БиХ.
Још пре завршетка војних операција у БиХ, у Сарајеву је од 26. до 28. априла 1945. одржано Треће заседање ЗАВНОБиХ-а на којем је ЗАВНОБиХ проглашен Народном скупштином и формирана прва влада БиХ.

## Истакнуте личности НОП-а и народни хероји БиХ
- Хасан Бркић
- Марија Бурсаћ
- Махмут Бушатлија Буш
- Славиша Вајнер Чича
- Павле Горанин Илија
- Стојан Грујичић Јаруга
- Угљеша Даниловић
- Новица Домазет
- Ратко Дугоњић
- Данило Ђокић
- Михаило Ђурић
- Хасан Захировић Лаца
- Махмут Ибрахимпашић Машо
- Фадил Јахић Шпанац
- Иса Јовановић
- Бошко Каралић
- Осман Карабеговић
- Фрањо Клуз
- Радојка Лакић
- Шериф Лојо
- Јосип Мажар Шоша
- Микан Марјановић
- Иван Марковић Ирац
- Веселин Маслеша
- Петар Мећава
- Цвијетин Мијатовић
- Васо Мискин Црни
- Нурија Поздерац
- Владимир Перић Валтер
- Слободан Принцип Сељо
- Ђуро Пуцар
- Младен Стојановић
- Владо Томановић
- Авдо Хумо
- Руди Чајавец
- Здравко Челар
- Родољуб Чолаковић
- Радован Шакотић
- Симо Шолаја

## Фото галерија
- Срушени мост на Неретви код Јабланице, симбол битке на Неретви
- Титова пећина код Дрвара
- Споменик палим Крајишницима на Бањ брду
- Партизанско гробље у Мостару
- Зграда у Јајцу у којој је одржано Друго заседање АВНОЈ-а